# Морштини

Варіант гербу Леліва

Морштини гербу Леліва (пол. Morsztynowie) — стародавній польський шляхетський рід німецького походження. Німецьке прізвище Мондштерн змінили на Морштин.

## Представники
- Владислав — ковальський староста
- Ельжбета — дружина Фаусто Соцціні
- Збігнев Морштин — поет
- Ян Анджей Морштин — польський державний діяч, поет та перекладач